# Thorotrast

Flacon de Thorotrast.

Le Thorotrast est une suspension injectable contenant des particules  radioactives, provenant d’un composé de dioxyde de thorium, ThO2, utilisé comme produit de contraste en radiodiagnostic dans les années 1930 et 40 (son usage a continué dans certains pays, comme les États-Unis, jusque dans les années 1950).

## Utilisé comme produit de contraste
Le nucléide le plus abondant dans la nature est le thorium sous forme de   232  Th. qui est légèrement instable et se décompose en émettant une particule α. Les composés du thorium permettent d’obtenir des images excellentes en raison de l’opacité très élevée du thorium aux rayons X  (il possède un degré d'absorption important en raison de sa section efficace). Parce que cette suspension permettait une qualité d'image élevée et n’avait pratiquement pas d'effets secondaires immédiats par rapport aux autres solutions existant à l'époque, le Thorotrast a été largement utilisé après son introduction en 1931. Deux à 10 millions de patients dans le monde ont reçu du Thorotrast.
Même au moment de son introduction, on s’est préoccupé des risques du Thorotrast. Après son injection, le médicament est distribué au foie, à la rate, aux ganglions lymphatiques  et aux os, où il est absorbé. Après cette absorption initiale, la redistribution se déroule à un rythme très lent. Plus précisément, la demi-vie  biologique est estimée à 22 ans.  Cela signifie que les organes des patients qui ont reçu du Thorotrast seront exposés au rayonnement alpha émis pendant une grande partie du reste de leur vie. L'importance de cette exposition n'a pas été correctement évaluée en 1931.
En raison de la libération de particules alpha, le Thorotrast a été jugé extrêmement cancérigène. On retrouve une plus forte incidence de divers cancers chez les patients ayant reçu du Thorotrast. Les cancers surviennent plusieurs années (généralement 20 à 30) après l'injection de Thorotrast. Le risque de contracter un  cancer du foie (ou un cancer du cholédoque) chez les patients anciennement exposés au Thorotrast est multiplié au moins par 100 par rapport au reste de la population. Le risque de leucémie semble être 20 fois plus élevé chez les patients exposés au Thorotrast. Ces observations ont conduit certains auteurs à désigner le Thorotrast comme étant le plus puissant cancérogène connu chez l'homme.
Le film du réalisateur  danois Nils Malmros, Facing the Truth (Titre original en danois : At Kende Sandheden) en 2002, décrit le dilemme auquel a dû faire face le père de Malmros, Richard Malmros, pour le traitement de ses patients dans les années 1940. Richard Malmros était très préoccupé de la persistance du Thorotrast dans le corps mais a été forcé de l'utiliser, parce que la seule alternative (le per-abrodil) avait de graves effets secondaires immédiats, était pénalisé par des problèmes de qualité des images obtenues et était difficilement disponible au cours de la seconde Guerre mondiale. L'utilisation de Thorotrast a cessé au Danemark en 1947, lorsque des alternatives plus sûres ont été disponibles. Aujourd'hui, les molécules iodées hydrophiles sont universellement utilisées comme agents de contraste pour les examens aux rayons X.

## Autres utilisations
- Le Thorotrast a également été utilisé dans la recherche pour la coloration des échantillons de tissu nerveux pour un examen par historadiographie[3].